# Taenitis blechnoides
Taenitis blechnoides är en kantbräkenväxtart som först beskrevs av Carl Ludwig Willdenow, och fick sitt nu gällande namn av Olof Peter Swartz. Taenitis blechnoides ingår i släktet Taenitis och familjen Pteridaceae. Inga underarter finns listade.